# Convento de las Carmelitas Descalzas (Albacete)
El convento de las Carmelitas Descalzas es un convento de clausura de la Orden de los Carmelitas Descalzos situado en la ciudad española de Albacete.
Fue fundado a mediados del siglo XX en el barrio de Vereda de la capital albaceteña, al este de la ciudad.
Conviven en él desde 1951 las hermanas carmelitas descalzas bajo tres pilares: oración, trabajo y vida fraterna.
Las carmelitas descalzas llevan a cabo un tipo de clausura papal, esto es, sin salidas, a excepción de para ir al médico.